# Klaus Rolinski
Klaus Rolinski (* 11. Juli 1932 in Cranz (Ostpreußen)) ist ein deutscher Jurist.

## Leben
Nach der Flucht von Ostpreußen nach Großhansdorf im Januar 1945 und dem Abitur 1953 an der Stormarn-Oberschule in Ahrensburg studierte er Psychologie an der Johannes Gutenberg-Universität Mainz. Studentische Hilfskraft bei Albert Wellek (Hauptdiplom für Psychologen 1958) und Rechtswissenschaft (erste juristische Staatsprüfung 1962, Referendarausbildung in Rheinland-Pfalz (OLG Koblenz), große juristische Staatsprüfung 1966). Von 1966 bis 1968 war er wissenschaftlicher Assistent bei Peter Noll, Lehrstuhl für Strafrecht, Strafprozessrecht und Gesetzgebungslehre. Nach der Promotion 1968 zum Dr. jur. mit einer empirischen Arbeit „Die Prägnanztendenz im Strafurteil“ war er von 1968 bis 1972 wissenschaftlicher Assistent bei Ernst-Walter Hanack (Nachfolger Peter Nolls). Von 1970 bis 1972 war er Vertreter der Assistenten in der Juristischen Fakultät. Von 1972 bis 1973 lehrte er als Assistenzprofessor an der Juristischen Fakultät der Universität Mainz. Nach der Habilitation 1973 mit der Arbeit „Die chronisch-rückfälligen Straftäter im neuen Maßregelrecht“ (Venia legendi für die Fächer Kriminologie, Strafrecht und Strafvollzug) folgte er 1973 dem Ruf auf den Lehrstuhl für Strafrecht und Kriminologie an der rechtswissenschaftlichen Fakultät der Universität Regensburg (HS4-Professur). 1983 lehnte er einen Ruf auf den Lehrstuhl für Kriminologie und Strafrecht (Nachfolge Hilde Kaufmann) an der Universität Köln ab. 1997 erfolgte die Emeritierung.

## Schriften (Auswahl)
- Die Prägnanztendenz im Strafurteil. Eine Untersuchung über die Bevorzugung und der Benachteiligung von Strafhöhen und über die Bedeutung von Merkmalen der Täterpersönlichkeit für die Strafzumessung auf statistischer Grundlage. Hamburg 1969, OCLC 919871431.
- Städtebau und Kriminalität. Passau 1979, ISBN 3-922016-04-9.
- Wohnhausarchitektur und Kriminalität. Wiesbaden 1980, OCLC 604627955.
- Über die Notwendigkeit einer zweiten Aufklärung. Zu Entscheidungsprozessen politischer Entscheidungsträger im Lendenschurz. Berlin 2017, ISBN 3-86135-588-4.